# 캄보디아의 종교
캄보디아의 종교 (2019년 인구 조사)

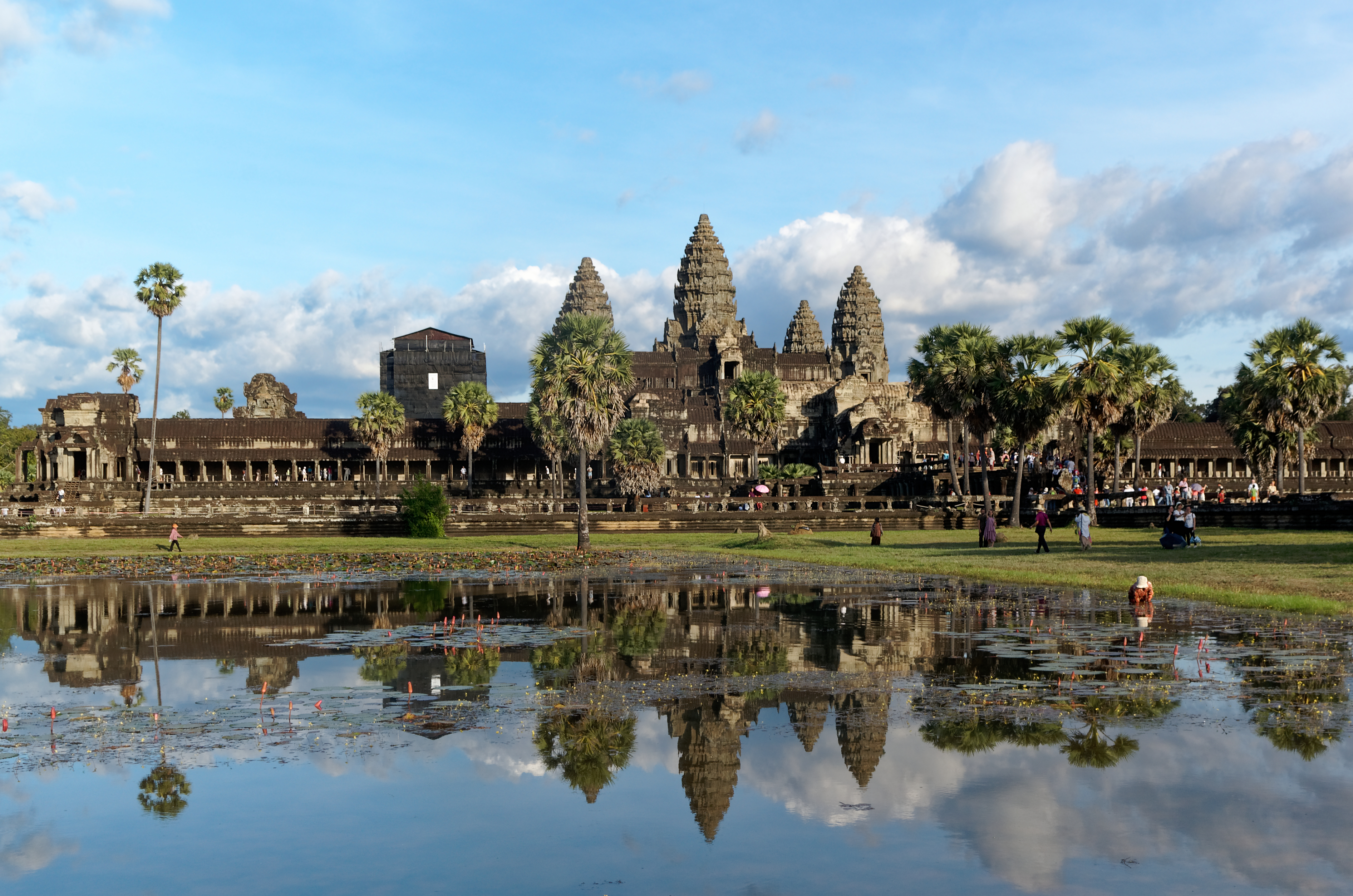
앙코르와트는 불교와 힌두교의 사원 단지이자 전세계 최대의 종교 시설이다.

불교는 캄보디아의 국교이다. 캄보디아의 인구 약 97%가 소승불교를 따르고, 이슬람교, 기독교, 부족들의 애니미즘, 바하이교 등이 소수의 나머지를 구성하고 있다. '와트' (불교 사원)와 '승가'는 환생과 공덕 축적과 같은 근본적인 불교 교리와 함께 종교 생활의 중심을 이룬다.
2019년 인구 조사에 따르면, 캄보디아 인구의 97.1%가 불교도, 2%가 이슬람교도, 0.3%가 기독교도, 0.5%가 나머지 종교 신자였다.
2010년 퓨 연구센터에 따르면, 캄보디아 인구의 96.9%가 불교도, 2.0%가 이슬람교도, 0.4%가 기독교도, 0.7%가 토속 종교 및 무종교인이었다.

## 인구 조사 결과

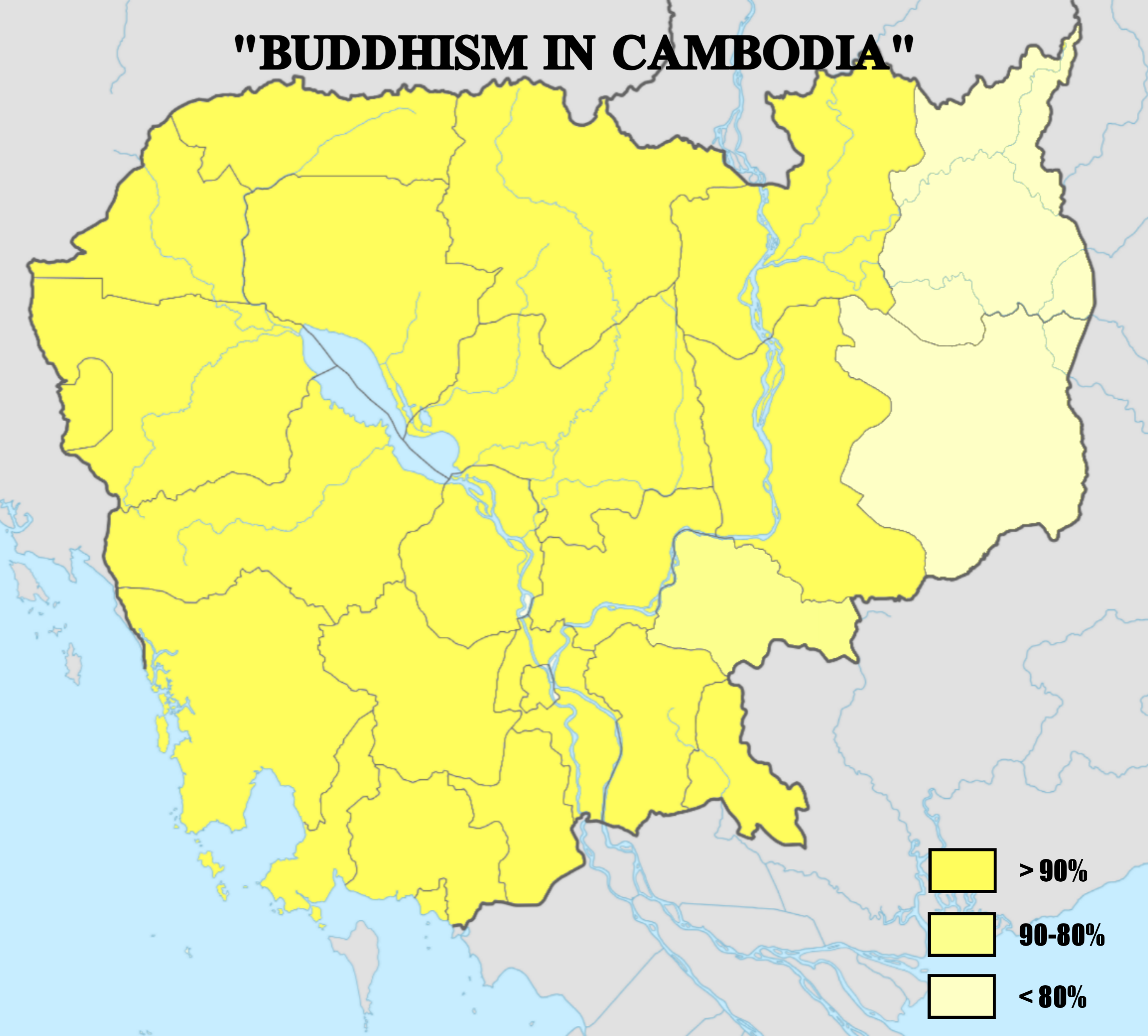
주별 불교도

캄보디아의 주요 종교는 불교 (97%)이며, 이슬람교 (2%), 그 외 종교 (0.8%), 기독교 (0.2%) 등이 그 뒤를 잇는다. '그 외 종교' 분류는 고지대의 부족민의 토착 종교 체계 및 다른 국가들의 소수 종교 집단들을 주로 가리킨다. 종교 별 인구 구분은 2008년과 2019년은 거의 비슷했다:
| 주                 | 불교   | 불교   | 이슬람교 | 이슬람교 | 기독교 | 기독교 | 그 외 종교 | 그 외 종교 |
| 주                 | 2008년 | 2019년 | 2008년   | 2019년   | 2008년 | 2019년 | 2008년     | 2019년     |
| ------------------ | ------ | ------ | -------- | -------- | ------ | ------ | ---------- | ---------- |
| 반테아이메안체이주 | 99.2%  | 99.3%  | 0.5%     | 0.4%     | 0.3%   | 0.2%   | 0.0%       | 0.0%       |
| 바탐방주           | 98.3%  | 98.3%  | 1.3%     | 1.4%     | 0.3%   | 0.3%   | 0.0%       | 0.0%       |
| 캄퐁참주           | 97.6%  | 97.6%  | 2.3%     | 2.3%     | 0.1%   | 0.1%   | 0.0%       | 0.0%       |
| 캄퐁치낭주         | 94.7%  | 93.1%  | 4.2%     | 5.8%     | 0.4%   | 0.3%   | 0.7%       | 0.9%       |
| 캄퐁스페우주       | 99.7%  | 99.8%  | 0.1%     | 0.1%     | 0.2%   | 0.1%   | 0.0%       | 0.0%       |
| 캄퐁톰주           | 99.0%  | 98.6%  | 0.6%     | 1.0%     | 0.4%   | 0.3%   | 0.0%       | 0.0%       |
| 캄포트주           | 97.1%  | 96.9%  | 2.7%     | 2.8%     | 0.2%   | 0.2%   | 0.0%       | 0.0%       |
| 칸달주             | 98.0%  | 98.3%  | 1.2%     | 1.2%     | 0.7%   | 0.4%   | 0.1%       | 0.1%       |
| 코콩주             | 95.2%  | 95.1%  | 4.6%     | 4.6%     | 0.2%   | 0.2%   | 0.0%       | 0.0%       |
| 크라티에주         | 94.0%  | 93.1%  | 5.6%     | 6.6%     | 0.4%   | 0.2%   | 0.1%       | 0.1%       |
| 몬둘키리주         | 54.7%  | 70.4%  | 5.5%     | 4.4%     | 4.4%   | 4.0%   | 35.5%      | 21.2%      |
| 프놈펜             | 97.5%  | 97.8%  | 1.5%     | 1.6%     | 0.8%   | 0.5%   | 0.1%       | 0.1%       |
| 프레아비헤아르주   | 99.4%  | 99.1%  | 0.3%     | 0.5%     | 0.3%   | 0.3%   | 0.0%       | 0.0%       |
| 프레이벵주         | 99.5%  | 99.5%  | 0.1%     | 0.2%     | 0.2%   | 0.3%   | 0.1%       | 0.0%       |
| 푸르사트주         | 97.4%  | 96.9%  | 2.4%     | 3.0%     | 0.2%   | 0.1%   | 0.0%       | 0.0%       |
| 라타나키리주       | 49.3%  | 73.4%  | 1.3%     | 1.3%     | 2.3%   | 2.1%   | 47.2%      | 23.2%      |
| 시엠레아프주       | 99.7%  | 99.3%  | 0.2%     | 0.2%     | 0.1%   | 0.4%   | 0.0%       | 0.1%       |
| 시아누크빌주       | 94.5%  | 96.2%  | 4.7%     | 3.6%     | 0.7%   | 0.2%   | 0.1%       | 0.0%       |
| 스퉁트렝주         | 96.1%  | 93.6%  | 1.3%     | 4.7%     | 0.4%   | 0.4%   | 2.2%       | 1.3%       |
| 스바이리엥주       | 99.7%  | 99.8%  | 0.1%     | 0.1%     | 0.2%   | 0.1%   | 0.0%       | 0.1%       |
| 타케오주           | 99.1%  | 99.2%  | 0.7%     | 0.6%     | 0.2%   | 0.1%   | 0.0%       | 0.0%       |
| 오다르메안체이주   | 99.8%  | 99.5%  | 0.1%     | 0.2%     | 0.1%   | 0.3%   | 0.0%       | 0.0%       |
| 케프주             | 98.7%  | 97.5%  | 1.2%     | 1.7%     | 0.0%   | 0.7%   | 0.0%       | 0.1%       |
| 파일린주           | 99.1%  | 98.3%  | 0.7%     | 1.0%     | 0.2%   | 0.7%   | 0.0%       | 0.0%       |
| 트봉크뭄주         | 88.9%  | 88.1%  | 11.0%    | 11.8%    | 0.1%   | 0.1%   | 0.0%       | 0.0%       |
| 합계               | 96.9%  | 97.1%  | 1.9%     | 2.0%     | 0.4%   | 0.3%   | 0.8%       | 0.5%       |

## 불교

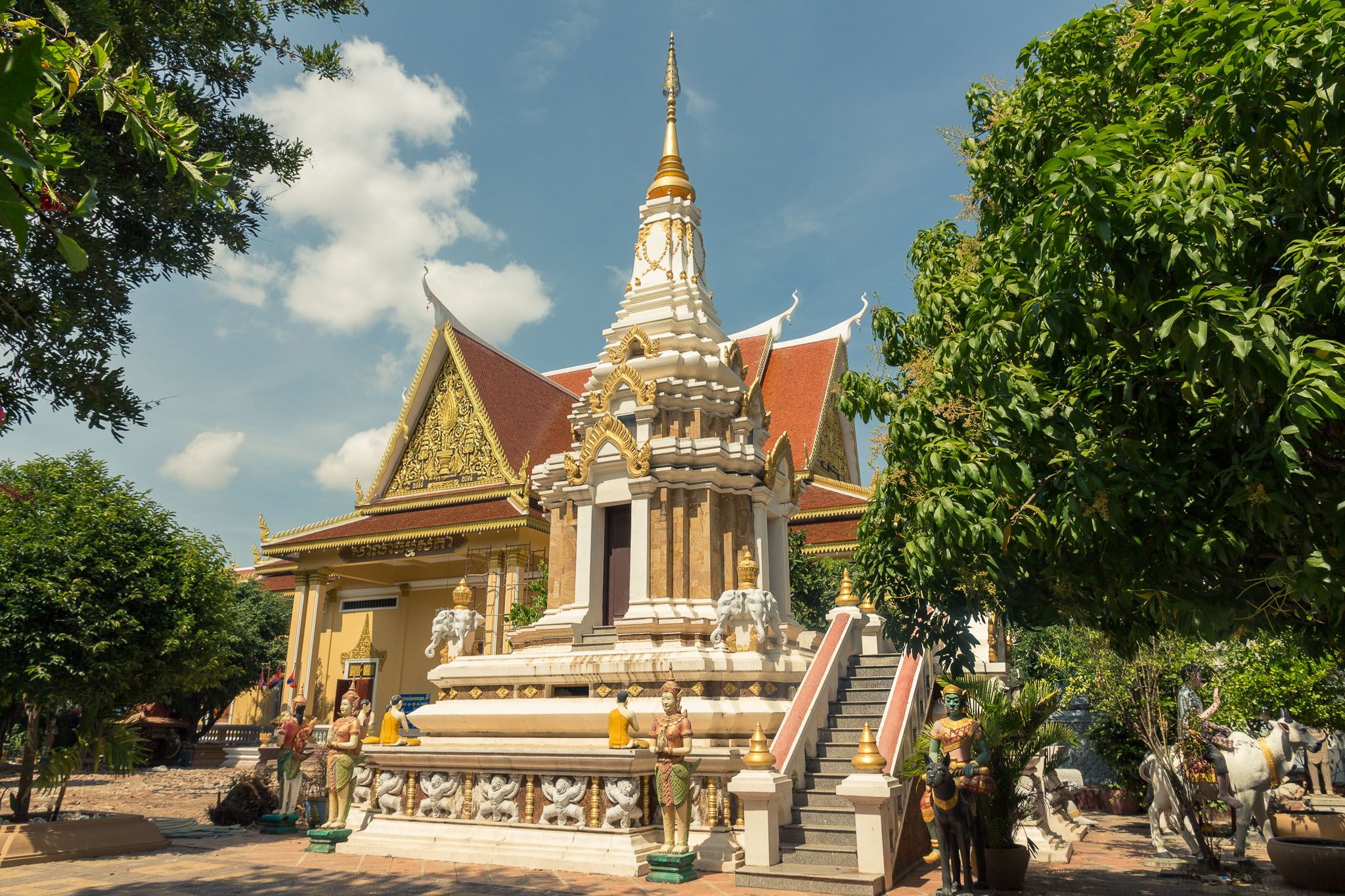
프놈펜의 와트 보툼.

캄보디아 불교 또는 크메르 불교 (크메르어: ព្រះពុទ្ធសាសនាបែបខ្មែរ)는 최소한 서기 3세기로 존재해왔다. 가장 초기에는 대승불교였다. 소승불교는 캄보디아에서 이른 5세기부터 그 모습을 드러내기 시작하였고, 일부 자료에서는 기원을 기원전 3세기부터라고 하기도 하다. 소승불교는 서기 13세기 이래로 캄보디아의 국교이며 (크메르 루주 시기 제외), 현재 전체 인구의 97.1%의 종교로 추정된다.
캄보디아의 불교 역사는 이어지는 수많은 왕국들과 제국들을 거쳐 거의 2000년에 해당한다. 불교는 두 가지 다른 흐름을 통해 캄보디아에 도입되었다. 후대 역사인, 불교의 두 번째 흐름이 앙코르 제국 기간 크메르 문화에 진출했는데 캄보디아는 이때 몽족의 드바라바티 및 하리푼차이 왕국들의 여러 불교 전통들을 흡수했다.
수 천년의 크메르 역사에 있어서, 캄보디아는 "캄보디아는 대승 불교 왕조들에 의해 통치되었으며, 때때로 부남의 자야바르만 1세와 수리야바르만 1세 등 상좌부 불교 불를 신봉한 왕이 즉위하기도 했다. 대승불교를 믿는 왕들이 즉위하고 인근 땅에서는 몽족의 상좌부 불교 왕국들이 있는 가운데 다양한 불교 전승들이 캄보디아 땅에서 공존해왔다. 씨엠립의 최대 규모 힌두 사원인 앙코르 와트는 12세기 자야바르만 7세 재위 기간 대승불교 사원으로 전환되었고 다시 16세기 (롱베크 시대) 앙 찬 1세 재위 기간 상좌부 불교 사원으로 전환되었다.

## 이슬람교

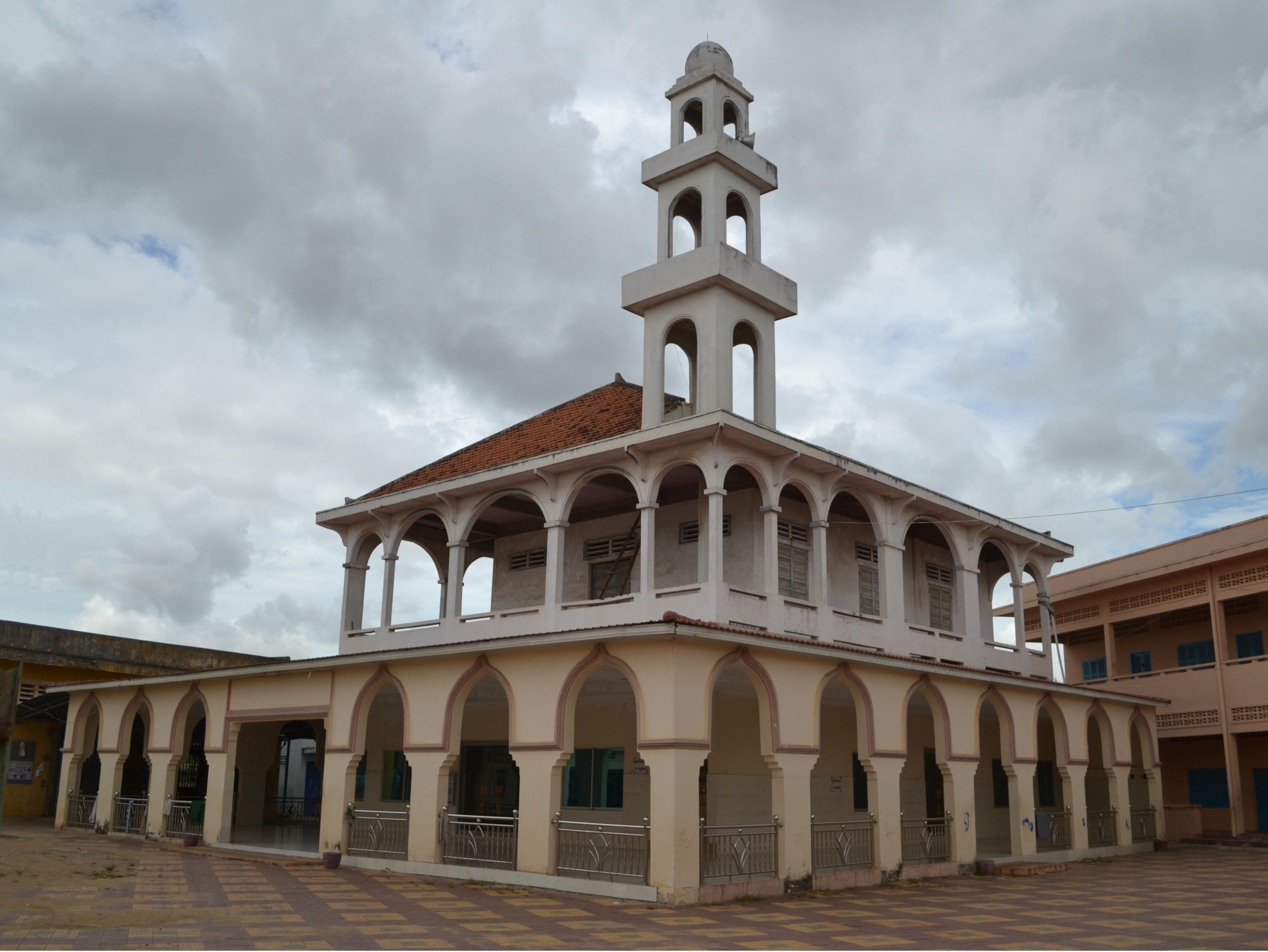
캄보디아에서 가장 오래된 모스크인 프놈펜의 누르 울이흐산 모스크.

아리아바르타를 거쳐 서아시아 사이의 중요 무역로를 따라 오고 가던 이슬람 교역상들이 서기 12세기부터 17세기까지 캄보디아의 이슬람교 전파에 역할을 했다. 이슬람교는 그 뒤에 참족을 통해 더욱 퍼져 마침내 개종한 통치자들과 지역사회로 이뤄진 영역이 넓어지면서 더욱 지위를 굳히게 되었다. 참족은 자체적인 모스크를 두고 있으며 1962년에는 거의 100개에 달했다. 프놈펜의 누르 울이흐산 모스크는 캄보디아에서 가장 오래된 모스크이며, 1813년에 지어졌고 캄보디아 이슬람 역사에 있어 성지이다.
이슬람교는 또한 크메르족에서도 번성했고, 캄퐁스페우주의 크완이라는 마을에서, 무슬림들이 번성하고 있는데 대부분이 불교에서 개종한 자들이었다. 이곳의 이슬람교 포교자는 압둘 아밋 (Abdul Amit)이라는 사람으로, 참족의 농부이다.

## 기독교
1555년-1556년에 걸쳐 도미니코 수도회의 포르투갈 출신 인물 가스파르 다 크루스가 캄보디아 내 최초의 기독교 선교를 한 것으로 알려져 있다. 그의 기록에 따르면, 이 선교 활동은 완전한 실패였는데 그는 캄보디아가 브라만 왕과 브라만 관료들에 의해 운영되고 있고, 이 브라만들은 개종시키기 가장 어려운 자들인 것을 알게 되었다고 한다. 그는 감히 왕의 허락 없이는 그 누구도 개종할 수 없다는 것을 깨닫고, "무덤에 남기고 간 한 명 그 이상으로 세례를 내려주지 못한 채" 상실감과 함께 나라를 떠났다고 한다.

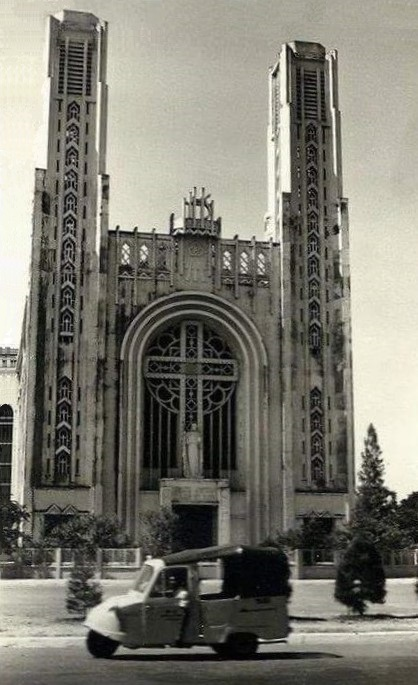
프놈펜 대성당. 프랑스 식민 시대 때 지어졌다.

19세기 프랑스의 식민화에도, 기독교는 이 나라에 거의 영향을 미치지 못했다. 1972년에 캄보디아 내 약 20,000명의 기독교인들이 있었고, 그 중의 다수가 천주교도였다. 1970년과 1971년에 베트남인들의 본국 귀한 이전에, 캄보디아에 많으면 62,000명의 기독교인들이 거주했다. 바티칸 통계 자료에 따르면, 1953년에 캄보디아의 로마 가톨릭교회 신자가120,000명이었으며, 이에 따라 캄보디아 내 두 번째로 큰 종교이었다. 추정에 따르면 약 50,000명의 가톨릭 신자가 베트남인이었다.
1972년에 캄보디아에 남아있던 가톨릭 교도 중 많은 이들은 유럽인들로, 주로 프랑스인들이었으며, 여전히 캄보디아의 가톨릭 교도들은 프랑스계 백인들과 유라시아인들이다. Steinberg는 또한 1953년에 미국의 유니테리언 선교단이 프놈펜에서 사범 학교를 운영했고, 침례교 선교단이 바탐방과 시엠립에서 활동하고 있었다고 하였다.
19세기 후반까지, 캄보디아에는 개신교 선교단이 없었다. 기독교 선교연맹의 선교가 1923년에 캄보디아에서 시작되었고 1962년경 이 선교로 약 2,000명이 개종하였다.
미국의 개신교 선교 활동은 캄보디아에서 늘었으며, 특히 크메르 공화국 수립 이후로 산악 부족들의 일부와 참족들 사이에서 늘어났다. 962년 인구 조사에서 캄보디아 내 2,000명의 개신교인들이 존재한다고 보고되었고, 이는 이 집단에 대한 가장 최근의 통계로 남아 있다. 1982년, 프랑스의 지리학자 장 델베르 (Jean Delvert)는 캄보디아 내 기독교 마을들이 존재한다고 밝혔으나, 그는 그 규모와 위치, 그들의 유형에 대한 어떠한 정보도 보이지 않았다. 1980년 태국의 난민 캠프에서 등록된 크메르족 기독교인의 수가 1970년 이전 캄보디아 전체의 기독교인 수보다 많았다고 한다. Kiernan은 1980년 6월까지 크메르인 목사가 운영하는 매주 다섯 개의 개신교 예배가 있었으나, 경찰의 핍박으로 매주 한 개로 줄었다고 언급했다. 그의 추정치는 1987년 캄보디아의 기독교 공동체가 몇 천 명 수준으로 줄어들었다고 제시하였다.
여러 개신교 종파들이 1990년대 이래로 성장하고 있다고 보고되었으며, 일부 현재의 추정치에서는 기독교인들이 캄보디아 인구의 2-3%를 구성한다고 한다.
캄보디아에 약 75,000명의 가톨릭 교도가 있으며 이는 전체 인구의 0.5%를 차지한다. 교구는 존재하지 않으나, 세 개의 관할 구역이 존재하며 하나는 대목구이고 나머지 두 개는 지목구이다. 예수 그리스도 후기 성도 교회의 총회장 고든 B. 힝클리는 1996년 5월 29일에 캄보디아의 선교 활동을 공식적으로 착수했다. 몰몬 교회는 31개의 집회가 있다 (27개는 크메르어로, 3개는 베트남어로, 하는 국제 언어로 진행). 여호와의 증인은 1990년 이래로 캄보디아에 있으며 2015년에 세 번째 왕국회관을 열었다.

## 바하이교

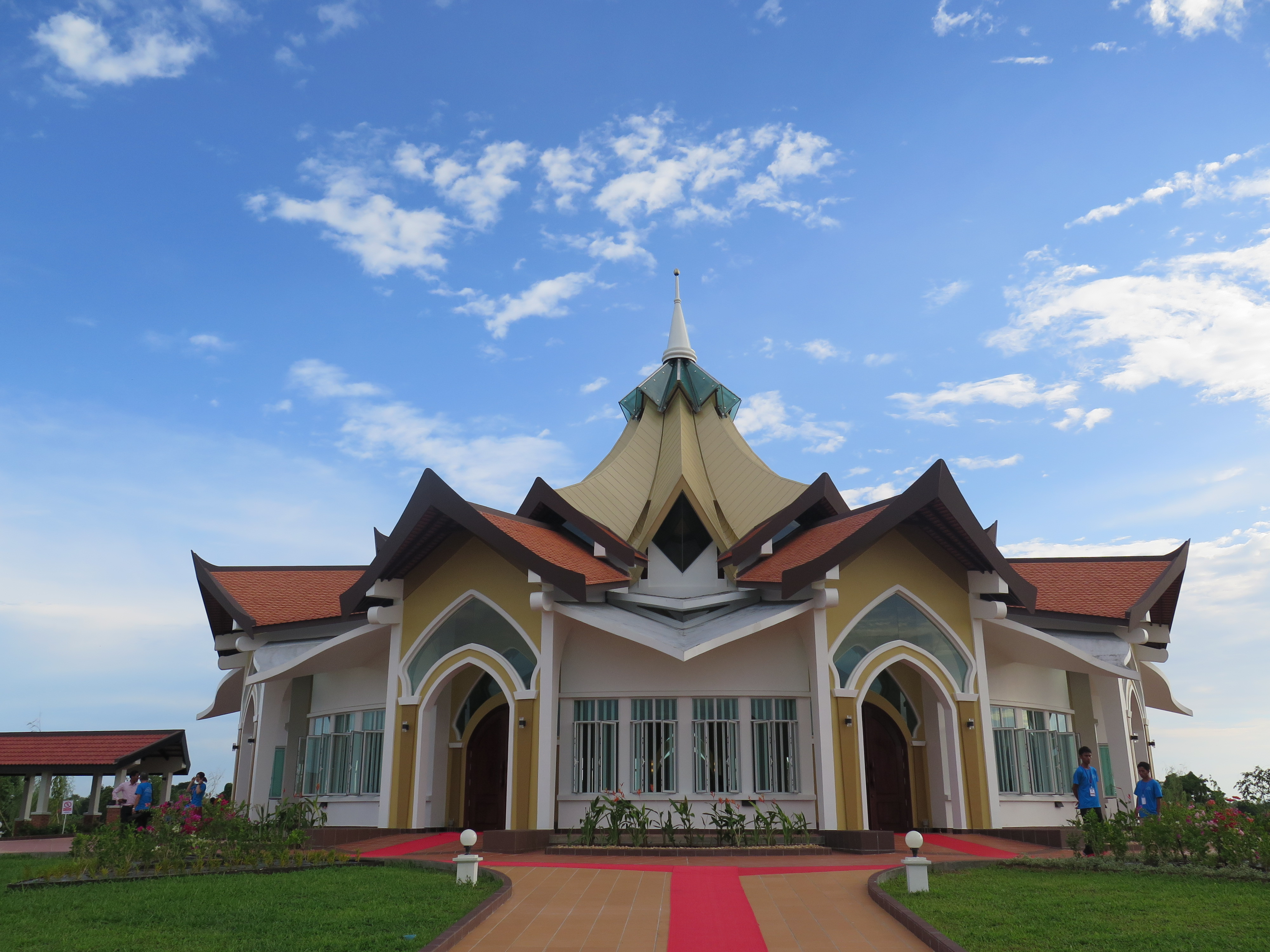
바탐방주의 바하이교 건물.

캄보디아의 바하이교 전파는 1920년에 프놈펜에 압둘 바하를 대신하여 이폴리트 드레퓌스바니(Hippolyte Dreyfus-Barney)가 오며 처음 이뤄졌다. 20세기 초에 오고 가는 이들을 통한 산발적인 방문이 있고 나서, 최초의 캄보디아 바하이교 집단이 1956년 프놈펜에 설립되었다. 1963년경, 바하이교도들은 프놈펜, 바탐방, 시엠립, 시아누크빌에 거주했던 것으로 알려졌으며, 프놈펜에  영적 협의회가 있었다.
1970년대 후반 크메르 루주 통치 기간, 캄보디아의 바하이교도들은 외부 세계와 고립되었다. 많은 이들이 크메르 루주 몰락 이후 전세계로 흩어진 난민 물결에 합류하며, 캐나다와 미국 등지에 재정착하여 토착 바하이 공동체와 접촉 및 통합하려는 노력을 하였다. 태국 및 다른 곳의 바하이교도들은 태국과 캄보디아 국경의 난민 캠프에 거주하던 캄보디아 난민들과 접촉을 취하였고, 마침내 바하이교 공동체 성장으로 이어져 영적 협의회 설립이라는 성과가 나왔다.
캄보디아의 바하이 공동체는 최근 성장 추세를 보이고 있으며, 특히 바탐방에서 두드러진다. 바탐방은 2009년에 바하이교 컨퍼러스가 열린 41곳 중 한 곳이었으며 2,000명의 참석자들이 있었다. 두 차례 청소년 컨퍼러스가 2013년 캄보디아에서 열린 바 있고, 바탐방과 캄퐁톰에서 진행됐다.
2012년, 세계정의원 (The Universal House of Justice)은 바탐방에 바하이교 예배원 설립 계획을 발표했다. 설계는 2015년 7월에 공개되었고, 착공은 11월에 이뤄졌다. 단일 지역 목적의 최초의 바하이교 예배원이던 이 종교 건축물은 2017년 9월 2,500명이 참석한 가운데 종교 의식과 함께 헌정되었다.
2010년 추산에 따르면, 캄보디아에는 대략 16,700명의 신자가 있다.

## 토착 신앙
고지의 부족 집단들은 대개 자신들만의 토착 종교 체계를 갖추고 있다. 이 집단들은 분명히 캄보디아에서 가장 초기의 종교 신자들임에는 틀림없다. 힌두교는 주로 10세기 촐라의 라자 집권기에 캄보디아에 도래했다. 심지어 그 이전에, 불교가 캄보디아에 도래했었다. 현재 산악 부족민들은 겨우 150,000명에 불과하다. 고지 크메르인들은 막연하게 애니미즘 신자로 표현되나, 대부분의 토착 민족 집단들은 자체적인 토착 영적 존재로 된 만신전을 갖고 있다. 일반적으로 고지 크메르인들은 일부는 자애롭고 나머지는 악한, 이 세상이 여러 보이지 않는 영혼 (yang)들로 가득하다고 여긴다. 이들은 영혼을 쌀, 흙, 물, 불, 돌, 길 등에 관련시킨다. 각 마을의 샤먼, 주술사 등은 이 영혼들과 접촉하고 그들을 달래는 방법을 제시한다.
위기나 변화의 순간, 동물 희생 제의 성난 영혼들을 달래기도 한다. 질병은 악한 영혼이나 주술사가 벌인 것이라 보통 믿어진다. 일부 부족들은 이 지병을 치료할 특별한 치료사나 주술사를 두고 있다. 영혼에 대한 믿음 외에도, 여러 물건이나 관습에 대한 터부를 갖고 있다. 고지 크메르인 중에서, 오스트로네시아 집단 (에데족, 자라이족)은 최고 지배자를 정점으로 한 정교한 영적 위계를 형성하고 있다.

## 유대교
캄보디아에는 100명이 겨우 넘는 소규모 유대인 공동체가 존재한다. 2009년 이래로, 프놈펜에 하바드 하우스가 있다.